# Trinidad-und-Tobago-Dollar
Der Trinidad-und-Tobago-Dollar ist die Währung auf Trinidad und Tobago.
Es gibt den TTD in Münzen zu 5, 10, 25 und 50 Cent. Banknoten existieren im Wert von 1, 5, 10, 20, 50 und 100 Dollar.

## Geschichte
Vorgänger des Trinidad-und-Tobago-Dollar war der Westindische Dollar, der von 1935 bis 1965 existierte und von 1949 bis 1964 die Währung von Trinidad und Tobago war.
1962 wurde das Land unabhängig, und 1964 gab die zu diesem Zeitpunkt gerade zwei Tage alte trinidadische Zentralbank die ersten Banknoten der neuen Währung Trinidad-und-Tobago-Dollar heraus. Erhältlich waren Banknoten zu 1, 5, 10 und 20 Dollar. 1966 folgten die Cent-Münzen mit den Werten 1, 5, 10, 25 und 50 Cent. Von 1964 bis 1968 war der Trinidad-und-Tobago-Dollar das amtliche Zahlungsmittel im benachbarten Grenada, wurde dann aber durch den Ostkaribischen Dollar (EC$) abgelöst.
1977 wurde Trinidad eine Republik, und die bis dato auf den Banknoten abgebildete britische Königin Elisabeth II. war nicht mehr das Staatsoberhaupt des Landes. Entsprechend wurden noch im selben Jahr neue Banknoten ausgegeben, außerdem wurden Noten zu 50 und 100 Dollar eingeführt. Die 50-Dollar-Note wurde 1979 wieder zurückgezogen. 1985 wurde die Rückseite der Banknoten neu gestaltet, 2002 wurden neue Sicherheitsmerkmale eingeführt. 2012 wurde anlässlich des 50. Jahrestages der Unabhängigkeit Trinidads eine neue 50-Dollar-Note aus Polymer eingeführt, für die die trinidadische Zentralbank 2014 den „Bank Note of the Year Award“ der International Bank Note Society (IBNS) verliehen bekam. Die 1-Cent-Münze wurde ab 2014 nicht mehr geprägt und verlor 2018 ihre Gültigkeit. Im Dezember 2019 wurde die 100-Dollar-Note durch eine Polymer-Version ersetzt.

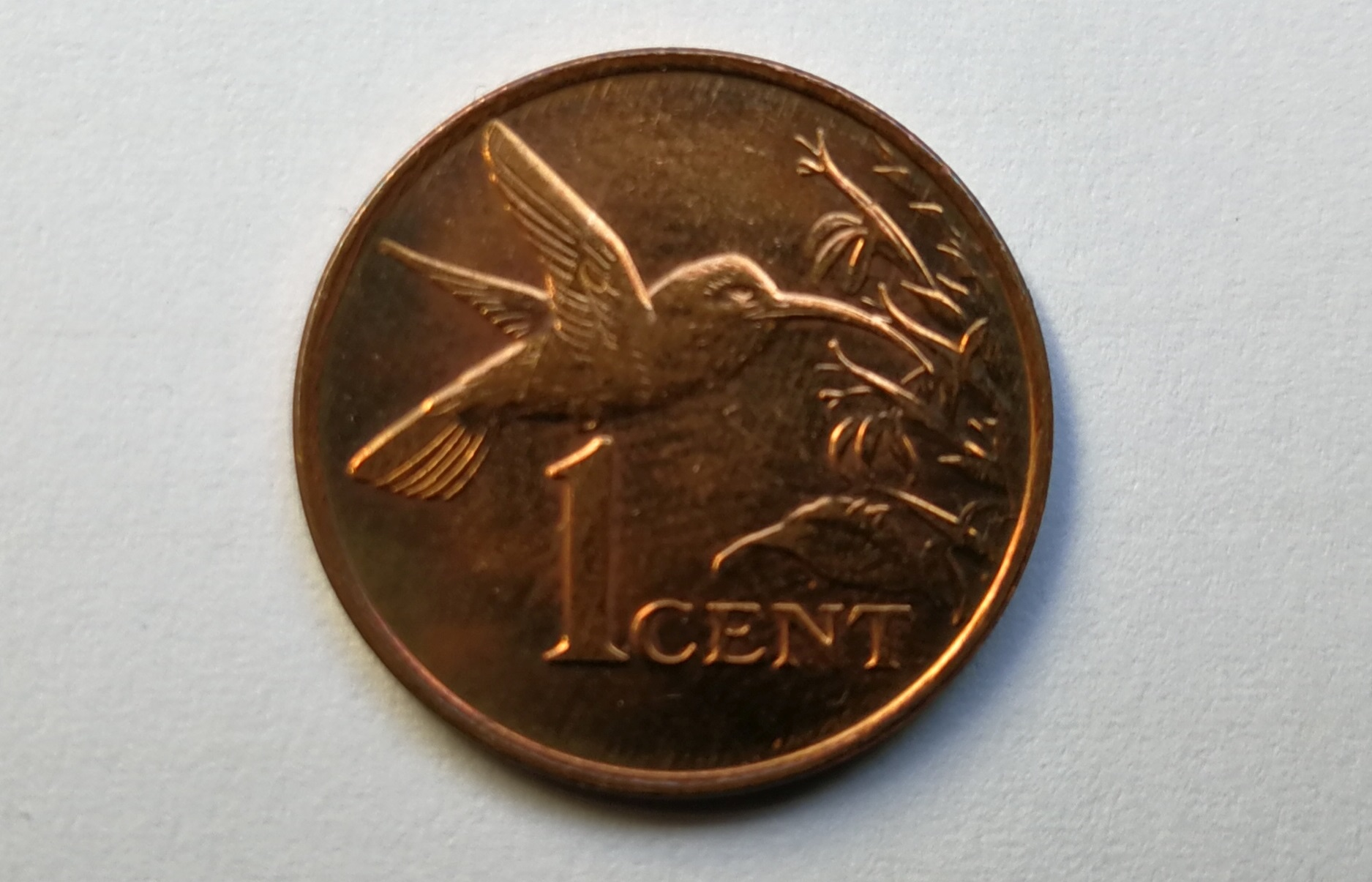
1 Cent (1966–2018)
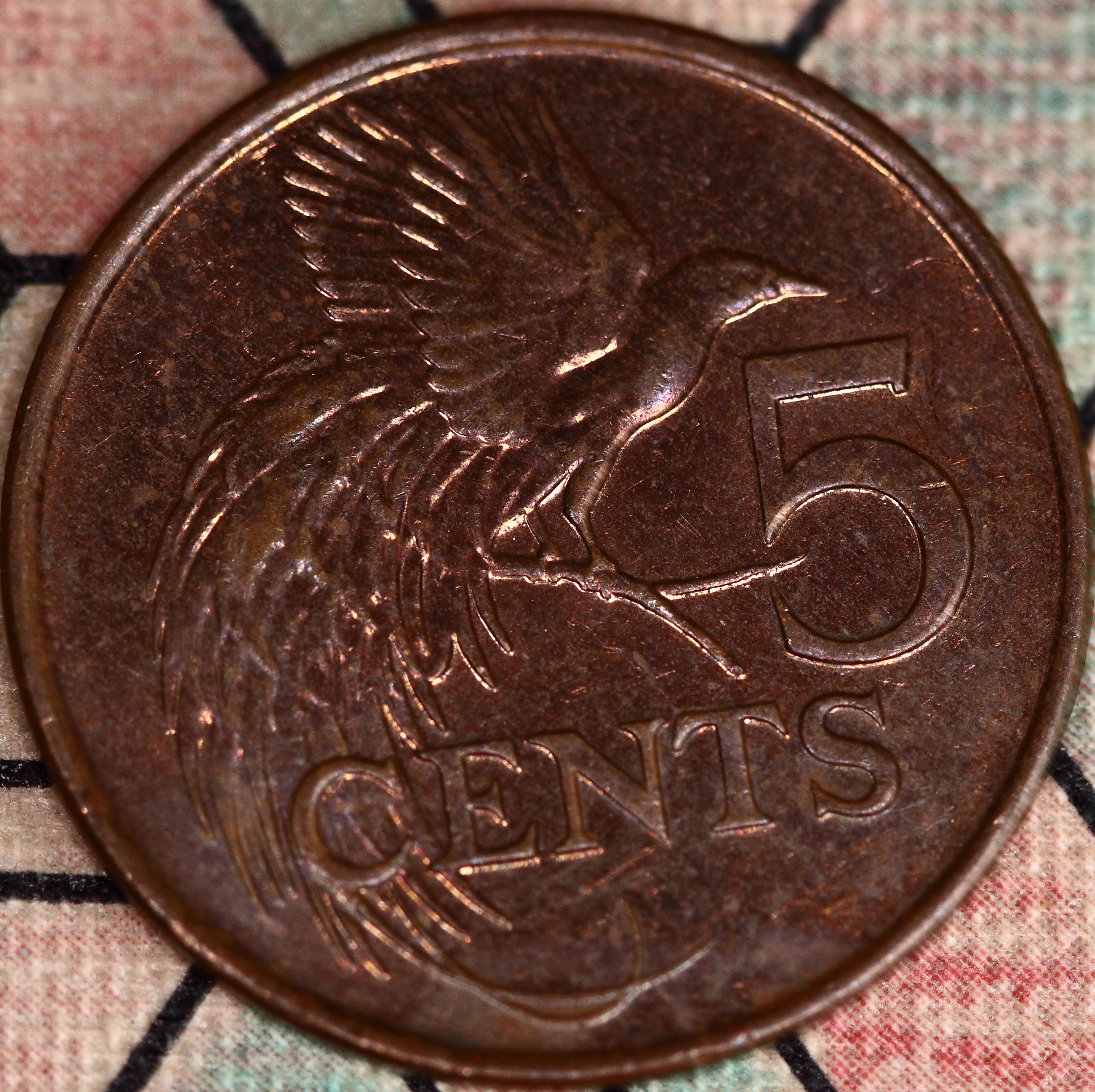
5 Cent
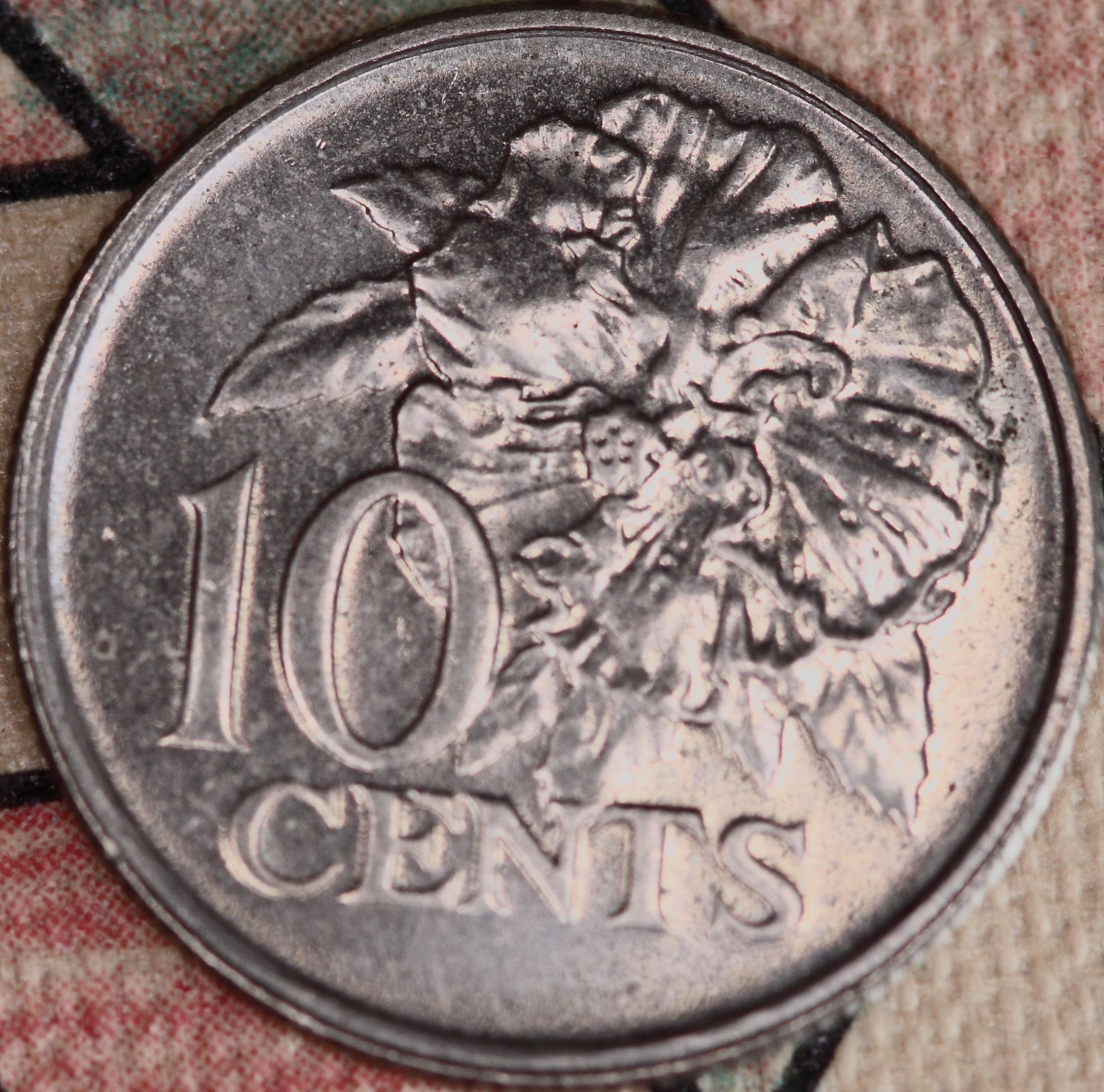
10 Cent
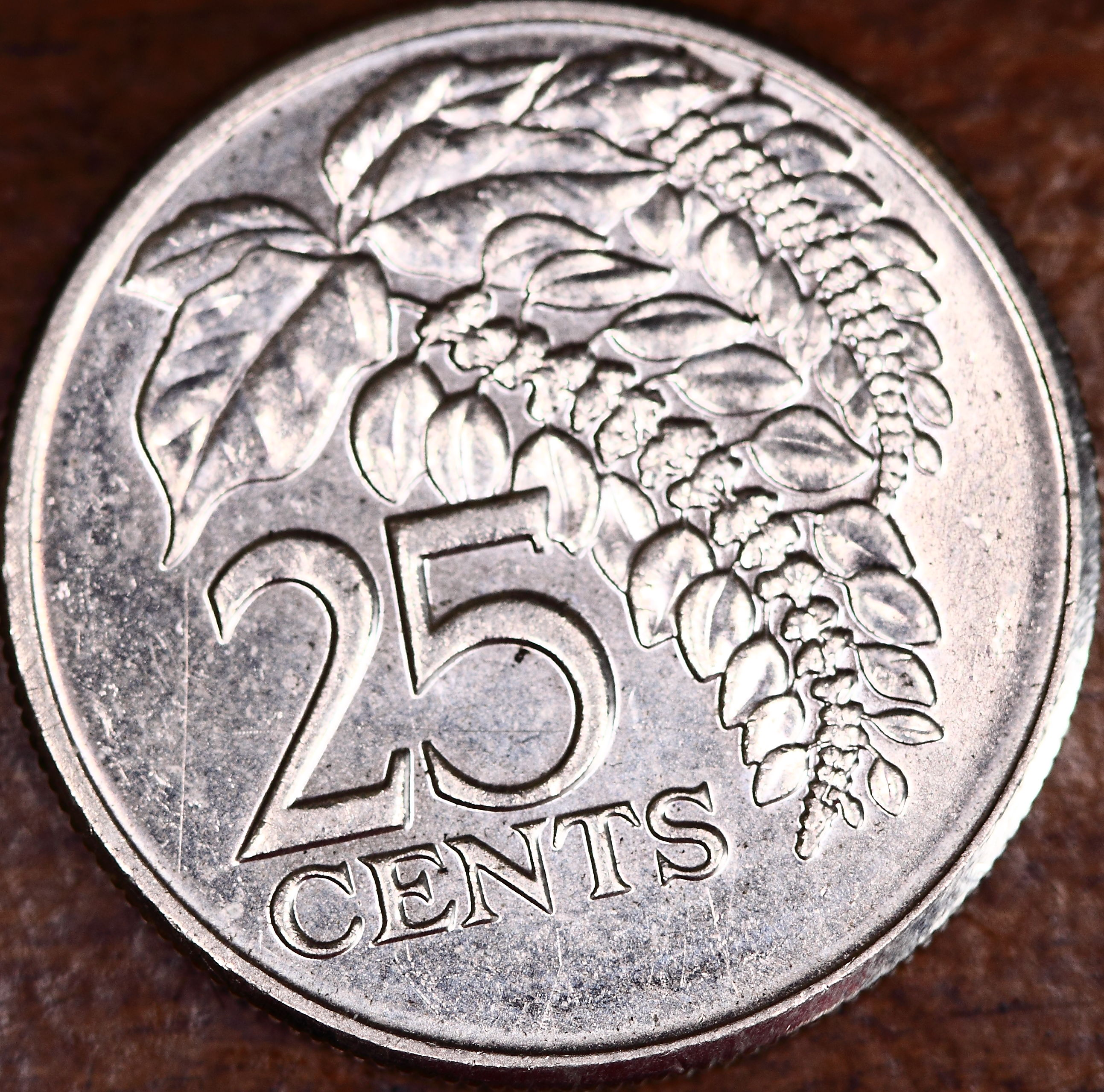
25 Cent
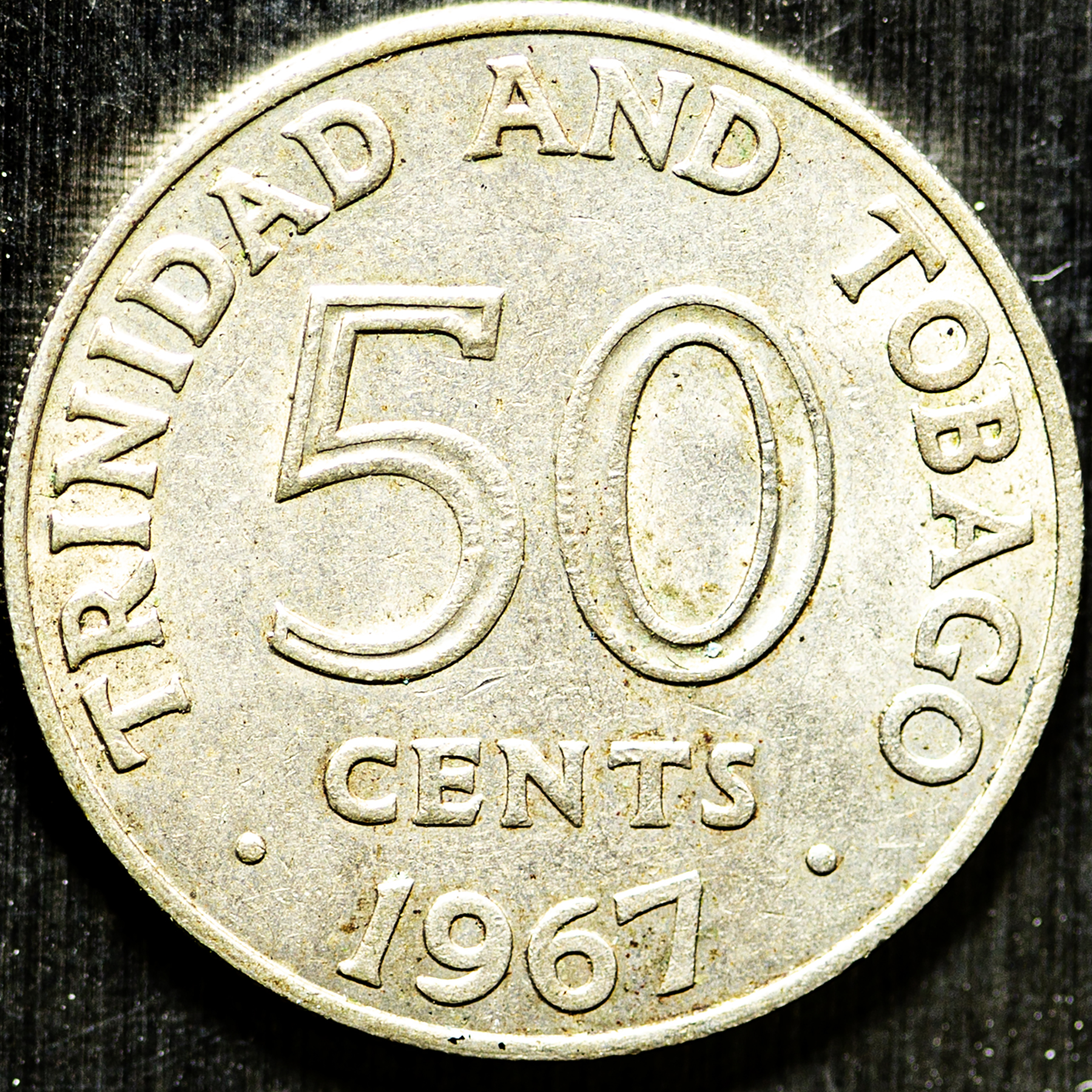
50 Cent